# Adrien Tameze
Adrien Fidele Tameze Aoutsa (Lille, 4 november 1994) is een Frans voetballer die doorgaans speelt als middenvelder. In juli 2023 verruilde hij Hellas Verona voor Torino.

## Clubcarrière
Tameze speelde in de jeugdopleiding van AS Nancy en kwam in 2014 terecht bij Valenciennes. In eerste instantie speelde hij vooral bij het tweede elftal, maar in het seizoen 2015/16 ging hij deel uitmaken van het eerste elftal. Daar maakte hij zijn competitiedebuut op 31 juli 2015, toen op bezoek bij Chamois Niortais met 0–1 gewonnen werd. Tameze begon aan het duel als reservespeler en zeven minuten voor het einde van het duel kwam hij als invaller binnen de lijnen. Zijn eerste doelpunt volgde op 28 augustus 2015, in een uitwedstrijd bij Red Star Paris (1–5 winst).
In de zomer van 2017 werd Tameze aangetrokken door OGC Nice, dat circa achthonderdduizend euro voor hem betaalde. In Zuid-Frankrijk ondertekende hij een verbintenis voor vier jaar. In de eerste speelronde van het seizoen 2017/18 debuteerde hij voor Nice. Jonathan Bamba zorgde voor een 1–0 overwinning voor Saint-Étienne en Tameze mocht van coach Lucien Favre twaalf minuten voor tijd invallen voor Vincent Koziello.
Atalanta Bergamo nam de middenvelder in januari 2020 op huurbasis over voor een half seizoen. Na afloop van deze verhuurperiode bleef Tameze actief in Italië, aangezien Hellas Verona hem voor circa drieënhalf miljoen overnam. In de zomer van 2023 verkaste Tameze voor circa 2,8 miljoen euro naar Torino, waar hij zijn handtekening zette onder een verbintenis voor de duur van drie seizoenen.

## Clubstatistieken
| Seizoen | Club               | Competitie | Competitie | Competitie | Beker | Beker | Internationaal | Internationaal | Totaal | Totaal |
| Seizoen | Club               | Competitie | Wed.       | Dlp.       | Wed.  | Dlp.  | Wed.           | Dlp.           | Wed.   | Dlp.   |
| ------- | ------------------ | ---------- | ---------- | ---------- | ----- | ----- | -------------- | -------------- | ------ | ------ |
| 2015/16 | Valenciennes       | Ligue 2    | 21         | 1          | 2     | 0     | —              | —              | 23     | 1      |
| 2016/17 | Valenciennes       | Ligue 2    | 35         | 0          | 2     | 0     | —              | —              | 37     | 0      |
| 2017/18 | OGC Nice           | Ligue 1    | 26         | 0          | 3     | 0     | 7              | 1              | 36     | 1      |
| 2018/19 | OGC Nice           | Ligue 1    | 37         | 0          | 3     | 0     | —              | —              | 40     | 0      |
| 2019/20 | OGC Nice           | Ligue 1    | 8          | 1          | 1     | 0     | —              | —              | 9      | 1      |
| 2019/20 | → Atalanta Bergamo | Serie A    | 7          | 0          | 0     | 0     | 2              | 0              | 9      | 0      |
| 2020/21 | Hellas Verona      | Serie A    | 33         | 1          | 2     | 0     | —              | —              | 35     | 1      |
| 2021/22 | Hellas Verona      | Serie A    | 38         | 4          | 2     | 0     | —              | —              | 40     | 4      |
| 2022/23 | Hellas Verona      | Serie A    | 38         | 0          | 1     | 0     | —              | —              | 39     | 0      |
| 2023/24 | Torino             | Serie A    | 29         | 0          | 2     | 0     | —              | —              | 31     | 0      |
| 2024/25 | Torino             | Serie A    | 10         | 0          | 2     | 0     | —              | —              | 12     | 0      |
| Totaal  | Totaal             | Totaal     | 282        | 7          | 20    | 0     | 9              | 1              | 311    | 8      |

Bijgewerkt op 11 december 2024.